# Spilanthes paraguayensis
Spilanthes paraguayensis là một loài thực vật có hoa trong họ Cúc. Loài này được R.K.Jansen miêu tả khoa học đầu tiên năm 1981.